# Owadówki
Owadówki (Stenostiridae) – rodzina ptaków z podrzędu śpiewających (Oscines) w obrębie rzędu wróblowych (Passeriformes). Jej zdefiniowanie zaproponowano w 2005 (Beresford et al.), formalnego opisu dokonał Fuchs i współpracownicy w 2009.

## Występowanie
Owadówki zasiedlają wschodnią i południowo-wschodnią Azję oraz Afrykę.

## Systematyka
Do rodziny należą następujące rodzaje:
- Stenostira Cabanis & Bonaparte, 1850 – jedynym przedstawicielem jest Stenostira scita (Vieillot, 1818) – owadówka
- Chelidorhynx Blyth, 1843 – jedynym przedstawicielem jest Chelidorhynx hypoxanthus (Blyth, 1843) – żółtobrewka
- Culicicapa Swinhoe, 1871
- Elminia Bonaparte, 1854